# Solimana
Solimana (hiszp. Volcán Solimana) – stratowulkan w Peru, w Andach, w paśmie Cordillera Ampato. Jego wysokość wynosi 6093 m n.p.m., jest trzecim najwyższym szczytem regionu Arequipa (po Coropunie i Ampato). 
Ma trzy wierzchołki, które są pokryte wiecznym śniegiem. Najwyższy jest wierzchołek środkowy (6093 m n.p.m.), wysokość położonego blisko niego wierzchołka północnego nieznacznie przekracza 6000 m n.p.m., a wierzchołek południowo-zachodni ma wysokość 5898 m n.p.m. 
Woda z topniejących lodowców Solimany tworzy niewielkie strumienie, które zasilają rzekę Ocoña.

## Święta góra
Solimana, tak jak większość szczytów położonych w południowym Peru, w czasach inkaskich była uważana za świętą górę (apu). Badania archeologiczne z lat 2003–2007 odkryły szereg stanowisk z okresu Środkowego Horyzontu, a także ślady obecności Inków. Na wschodnim zboczu wulkanu, na wysokości 4760 m n.p.m. odkryto stanowisko inkaskie Minticocha, z imponującym placem ceremonialnym o szerokości 50 m oraz z budynkiem typu kallanka o długości ponad 26 m, z czterema otworami wejściowymi.

## Historyczne wejścia
Najwyższy szczyt Solimany (6093 m n.p.m.) został zdobyty po raz pierwszy w 1952 roku, przez grupę alpinistów, w skład której wchodzili: Austriak Mathias Rebitsch, Włoch Piero Ghiglione, Szwed Anders Bolinder i Peruwiańczyk Alberto Parodi. Południowo-zachodni wierzchołek został po raz pierwszy zdobyty w 1973 roku, przez wyprawę włosko-peruwiańską. Brak jest informacji o zdobyciu północnego wierzchołka.

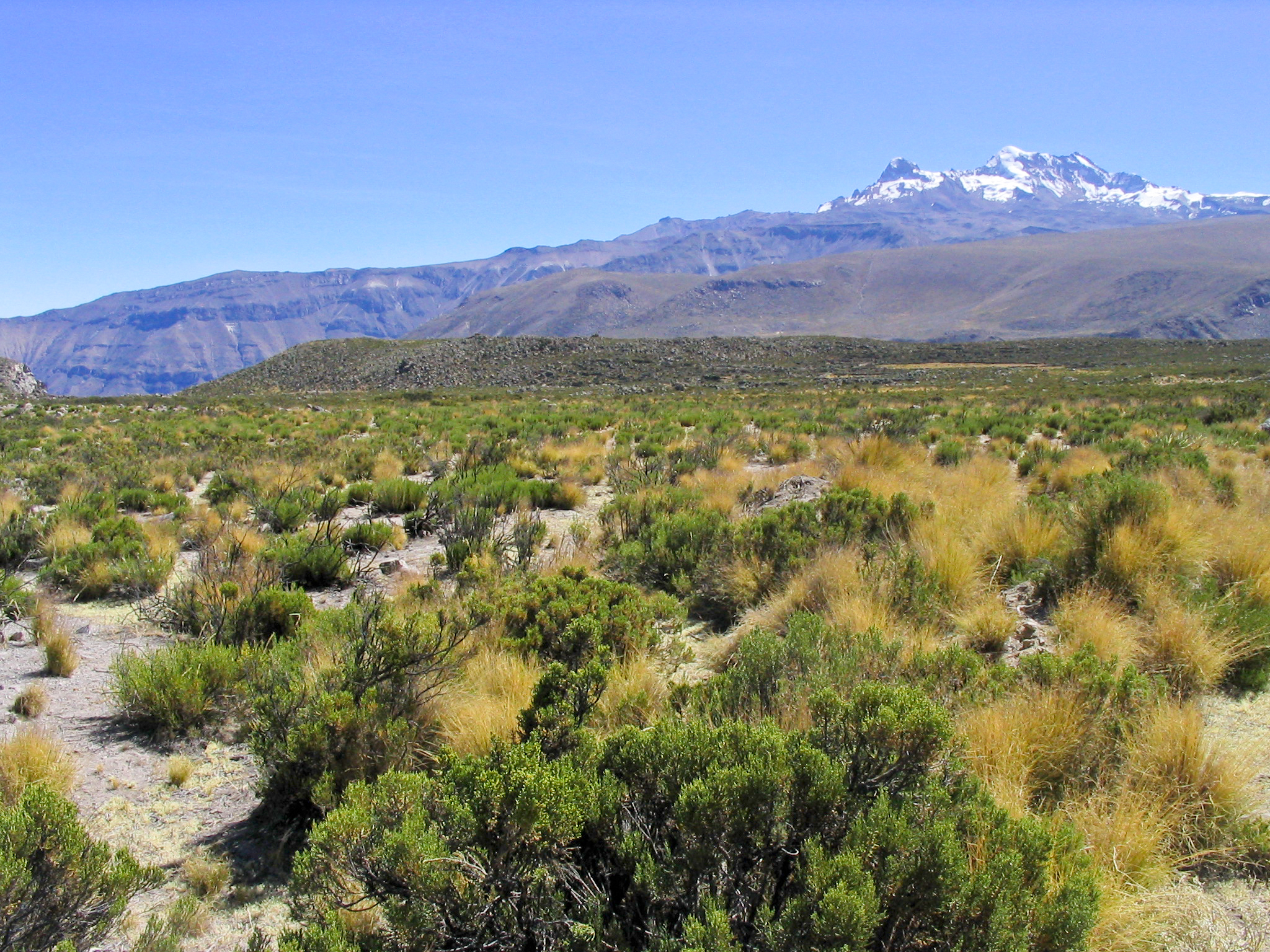
Wulkan Solimana. Na pierwszym planie typowa formacja roślinna – puna.